# Верба списоподібна
Верба списоподібна (Salix hastata) — вид квіткових рослин із родини вербових (Salicaceae).

## Морфологічна характеристика
Дерево 0.2–4 метри заввишки. Гілки червонувато-коричневі, не сизі, (злегка блискучі), волосисті; гілочки жовто-коричневі або червоно-коричневі, ворсинчасті або волосисті. Листки на ніжках 2–6(9) мм; найбільша листкова пластина від вузько до широко-еліптичної або від вузько-яйцеподібної до яйцеподібної, 25–92 × 10–45 мм; краї злегка вигнуті чи плоскі, неглибоко зубчасті або цільні; верхівка загострена, гостра чи опукла; абаксіальна (низ) поверхня сіра, рідко запушена, волоски хвилясті; абаксіальна — від тьмяної до злегка блискучої, волосиста, рідко запушена чи гола, середня жилка волосиста (волоски білі та залозисті); молода пластинка іноді червонувата, слабо запушена абаксіально, волоски білі, іноді також залозисті. Сережки квітнуть коли з'являється листя; тичинкові 14.5–34.5 × 8–12 мм; маточкові 21–59 × 6–16 мм. Коробочка 3.2–8 мм. 2n = 38.

## Середовище проживання
Європа, північна й центральна Азія, Аляска та північно-західна Канада. Населяє піщано-щебенисті річкові береги та заплави, береги озер, піщані дюни та викиди, дріасові тундри, альпійські осокові луки, зарості тополі бальзамічної, розлогі верхових ялиново-вербових лісів; 0–1200 метрів.

## Використання
Рослина збирається з дикої природи для місцевого використання як їжа, ліки та джерело матеріалів. Його можна висаджувати на берегах для стабілізації ґрунтів, а також вирощують як декоративну рослину.

## Галерея

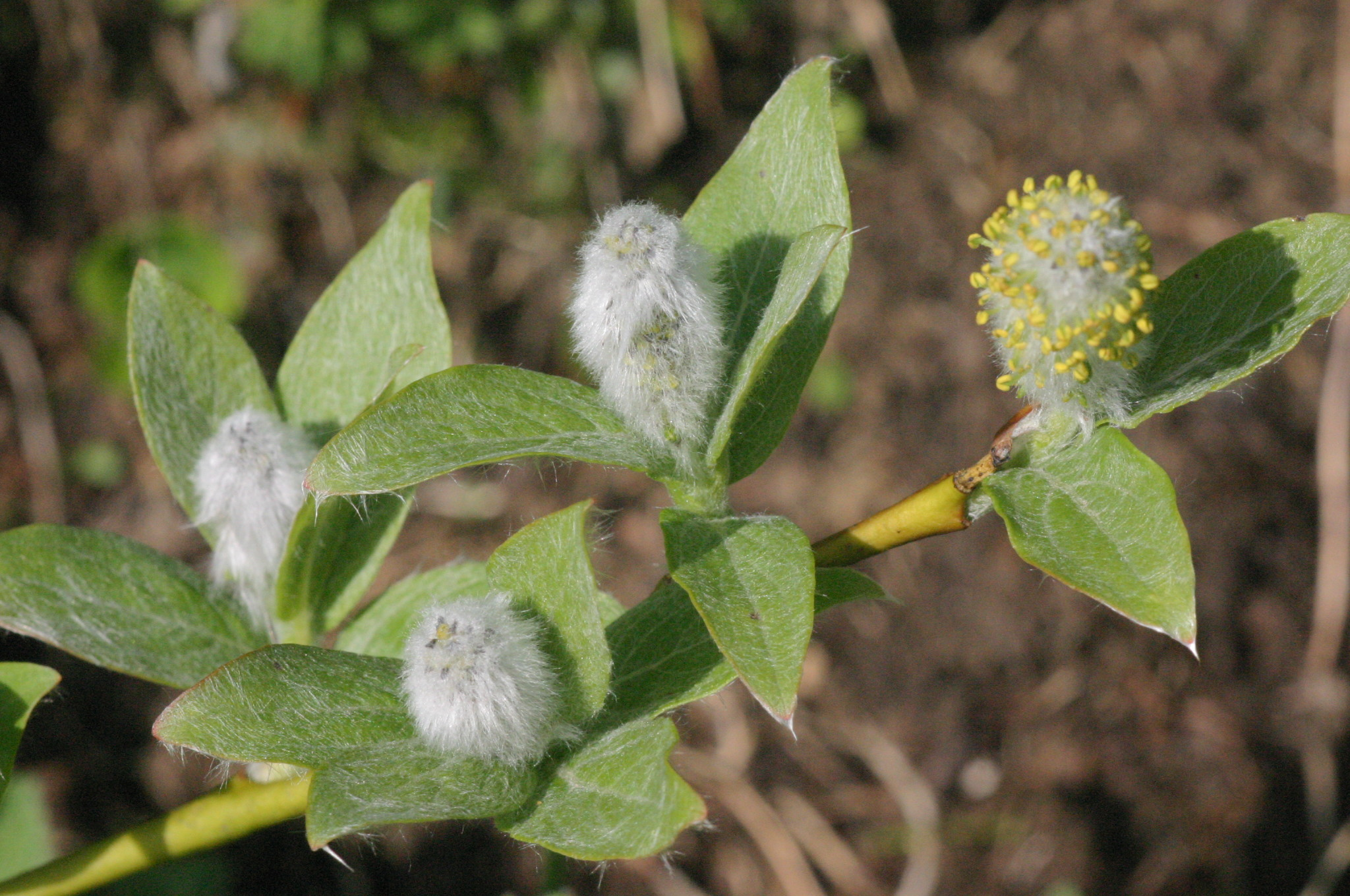
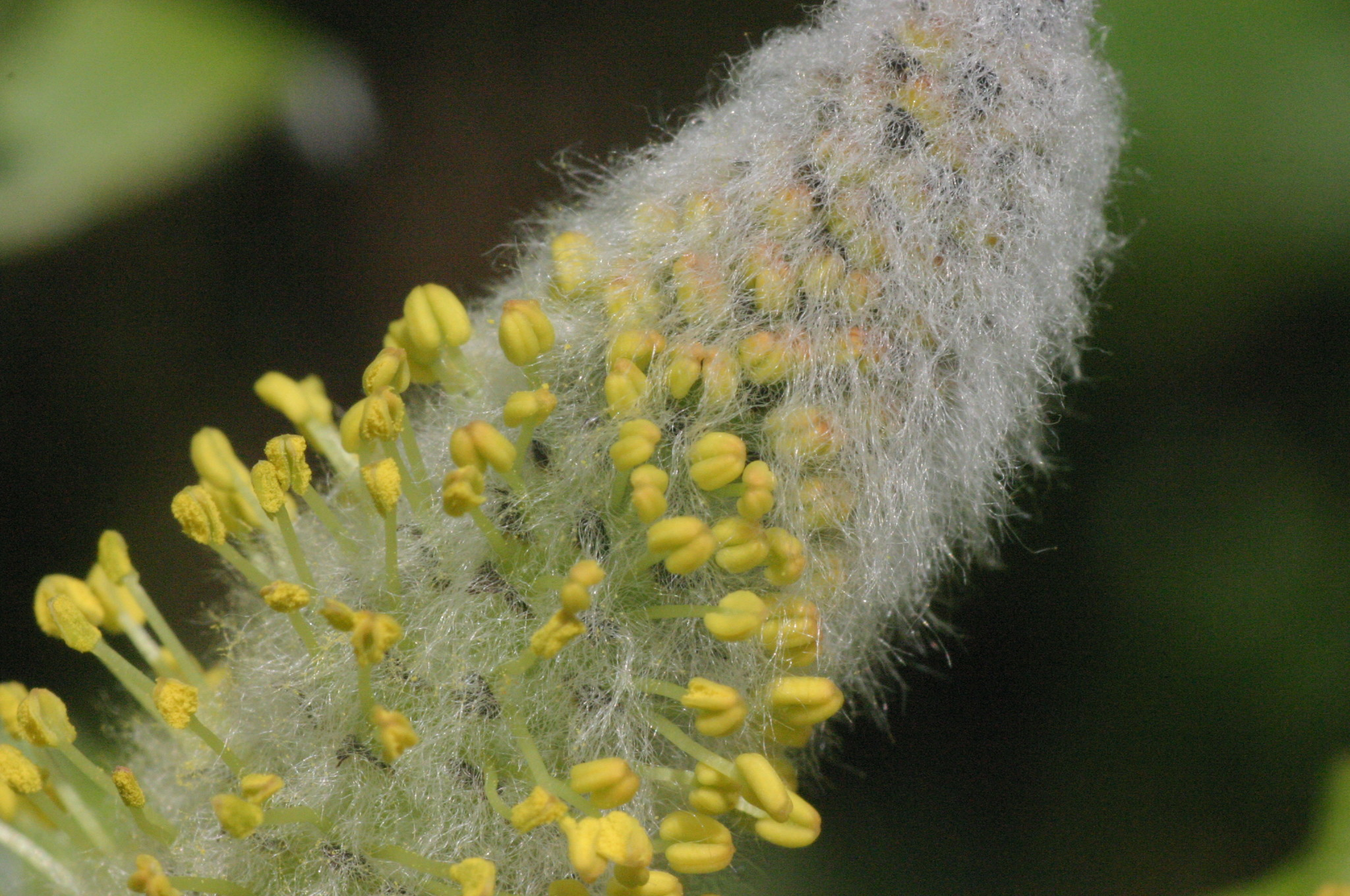
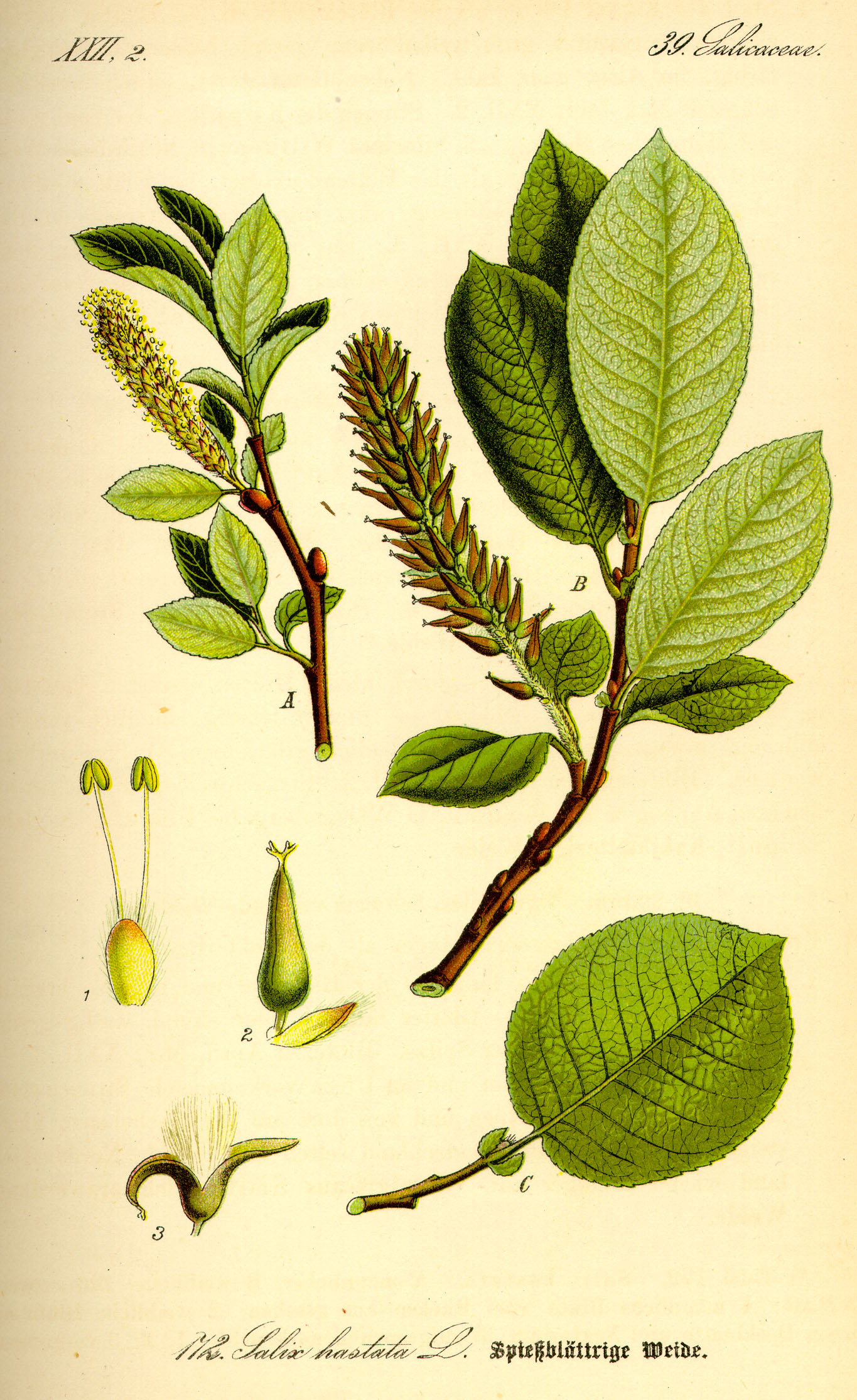